# Bartłomiej Lemański
Bartłomiej Lemański (ur. 19 marca 1996 w Warszawie) – polski siatkarz, grający na pozycji środkowego. 
Wychowanek KS Metra Warszawa. Gracz Asseco Resovii Rzeszów, skąd został wypożyczony do AZS Politechniki Warszawskiej. W sezonie 2014/2015 znalazł się w pierwszej dziesiątce najlepiej blokujących zawodników PlusLigi.
W 2013 roku zdobył wicemistrzostwo Europy kadetów i brązowy medal mistrzostw świata w tej kategorii wiekowej.

## Sukcesy reprezentacyjne
Olimpijski Festiwal Młodzieży Europy:
- 2013

Mistrzostwa Europy Kadetów:
- 2013

Mistrzostwa Świata Kadetów:
- 2013[5]

Memoriał Huberta Jerzego Wagnera:
- 2017

Letnia Uniwersjada:
- 2019

Puchar Świata:
- 2019

## Nagrody indywidualne
- 2017: Najlepszy środkowy Memoriału Huberta Jerzego Wagnera